# Pirania 3D
Pirania 3D (tytuł oryg. Piranha 3D) – amerykański film fabularny (horror komediowy) z 2010 roku, wyprodukowany i wyreżyserowany przez francuskiego twórcę kina grozy Alexandre’a Aja, z Elisabeth Shue, Christopherem Lloydem, Vingiem Rhamesem i Jerrym O’Connellem obsadzonymi w rolach przewodnich. Opowiada o ataku prehistorycznych piranii na Arizonę.
Dobrze oceniony przez krytyków, film zainkasował ponad osiemdziesiąt milionów dolarów dookoła świata oraz doczekał się sequela, Piranii 3DD (2012).

## Fabuła
Na dnie jeziora Wiktoria dochodzi do silnych wstrząsów, przez co część spodu pęka. Okazuje się, że głęboko pod wodą spoczywały piranie, które − uwięzione − od milionów lat nie były w stanie wyruszyć na poszukiwanie pożywienia. Na własne nieszczęście nad rozległym jeziorem zjawiają się zastępy studentów świętujących ferie wiosenne. Przed krwiożerczymi, prehistorycznymi rybami młodych ludzi usiłuje ocalić szeryf Julie Forester. Masakra okazuje się jednak być nieuchronna.

## Obsada
- Elisabeth Shue − szeryf Julie Forester
- Adam Scott − Novak Radzinsky
- Jerry O’Connell − Derrick Jones
- Ving Rhames − zastępca szeryfa Fallon
- Jessica Szohr − Kelly Driscoll
- Steven R. McQueen − Jake Forester
- Dina Meyer − Paula Montellano
- Christopher Lloyd − Carl Goodman
- Richard Dreyfuss − Matt Boyd
- Ricardo Antonio Chavira − Sam Montez
- Kelly Brook − Danni Arslow
- Paul Scheer − Andrew Cunningham
- Cody Longo − Todd Dupree
- Sage Ryan − Zane Forester
- Brooklynn Proulx − Laura Forester
- Riley Steele − Crystal Shepard
- Devra Korwin − pani Goodman
- Jason Spisak − zastępca szeryfa Taylor Roberts
- Eli Roth − prowadzący wybory miss mokrego podkoszulka
- Adel Marie Ruiz − Sonya
- Ashlynn Brooke − cheerleaderka
- Gianna Michaels − ofiara masakry
- Dina Meyer - Paula
- Brian Kubach - Brett Davies

i inni.

## Produkcja
Film jest remakiem Piranii Joego Dantego (1978) − drugim po telewizyjnym projekcie z roku 1995. Pierwotnie rozważano powierzenie reżyserii filmu Chuckowi Russellowi (Koszmar z ulicy Wiązów III: Wojownicy snów, Maska). Russell sprawował pieczę nad skryptem autorstwa Josha Stolberga i Pete’a Goldfingera jako „ghostwriter”, a także inkorporował wątki ze scenariusza, do którego pierwszy obraz o brutalnych piraniach zrealizował Dante. Praca filmowca nie została odznaczona w napisach wieńczących Piranię 3D, a sam projekt wyreżyserował finalnie Alexandre Aja, wsławiony Bladym strachem i nową odsłoną slashera Wzgórza mają oczy.
Produkcja horroru miała ruszyć pod koniec roku 2008, jednak została odroczona na marzec 2009. W październiku 2008 Aja ujawnił, że zdjęcia rozpoczną się wiosną. Oznajmił również, że „realizacja projektu jest utrudniona, nie tylko ze względu na jego rozbudowaną stronę techniczną i ryby wykonane przy użyciu CGI, lecz głównie dlatego, że większość akcji rozgrywa się w jeziorze”. „Całość ma miejsce w trakcie ferii wiosennych, więc studio chciało, by film wyszedł na lato, ale jeśli masz tysiąc statystów, którzy zostają zamordowani w jeziorze, musisz czekać na odpowiednią temperaturę wody, na pogodę, na wszystko” − dodał Aja. Ekipa zaczęła kręcić film czerwcem 2009 roku w Bridgewater Channel, części zbiornika retencyjnego Lake Havasu w miejscowości Lake Havasu City. Woda akwenu została zabarwiona na krwistą czerwień. Budżet, jakim operowali twórcy, wynosił dwadzieścia cztery miliony dolarów.

## Wydanie filmu
Piranię 3D wydano 20 sierpnia 2010 roku, z czteromiesięcznym opóźnieniem (wstępnie premierę datowano na kwiecień). Przed premierą w kinach, do sieci wyciekło dziewięć minut materiału filmowego, z niedopracowanymi, nieukończonymi efektami specjalnymi.
Film okazał się sukcesem kasowym, w ciągu trzech dni od swojej premiery w Stanach Zjednoczonych zarabiając przeszło dziesięć milionów dolarów. W Wielkiej Brytanii Pirania 3D debiutowała z miejsca czwartego w zestawieniu box office’u; w ciągu pierwszego weekendu od pojawienia się na ekranach kin zyski z biletów wyniosły 1 487 119 funtów. Koszty produkcji zostały zwrócone ponad trzykrotnie, a projekt zainkasował w sumie 83 188 165 dolarów. Horror zyskał pochlebne oceny krytyków filmowych, którzy w swoich recenzjach chwalili jego żartobliwy charakter i kwitowali go jako rozrywkę spod znaku „grzesznej rozrywki”. „Pamiętacie film, którym chcieliście, by były Węże w samolocie? Pirania 3D jest właśnie nim. Według wszelkich rozsądnych standardów filmowych, jest to krzykliwy śmieć, ale rzucony w widza z tak dobroduszną radością, że trudno mu się oprzeć” − pisał o filmie Kim Newman, redaktor magazynu Empire.

## Nagrody i wyróżnienia
- 2011, MTV Movie Awards:
  - nominacja do nagrody MTV Movie Award w kategorii najlepsza scena przerażenia (nominowana: Jessica Szohr)